# Eugen Richtmann
Eugen Richtmann (* 7. September 1862 in Solingen; † 24. Dezember 1935) war ein Kölner Kaufmann.

## Leben
Der 1862 in Solingen geborene Eugen Richtmann war in erster Linie Kölner Kaufmann und vertrieb in seinen Geschäften Schreibmaschinen und Büromöbel. 1900 zog er von Solingen nach Köln und bewohnte seit 1911 das Haus Rheinblick in Rodenkirchen bei Köln, wo er mit seiner Frau – mit der er seit 1894 verheiratet war – in kinderloser Ehe lebte. Spätestens seit 1902 gehörte er zu den Unterstützern der Petition zur Abschaffung des § 175.

## Sein literarisches Werk
Nur zwei Gedichtbände hat Eugen Richtmann während seines Lebens veröffentlicht. Neben seinen fast ausschließlich geschlechtsneutralen Liebesgedichten fallen in seinem ersten Band Aus zwei Welten (1895) die vielen Gedichte auf, die Freundschaften unter Männern behandeln. Sein Gedicht Erinnerung an Brüssel1599 spricht von seinem früh verstorbenen Freund aus Luxemburg, der mit Du, mein Hyazinth angesprochen wird. Man kann vermuten, dass Hyazinth ein an die griechische Mythologie angelehnter Kosename und nicht der bürgerliche Vorname seines Freundes war, wie es sein Biograph Rost annahm. Ob der Titel des Buches Aus zwei Welten – ähnlich wie Peter Hamechers Schrift Zwischen den Geschlechtern – als ein Hinweis auf die Zerrissenheit in sexueller Hinsicht zu verstehen ist oder – durch seine USA-Bezüge – die alte und die neue Welt kennzeichnet, ist unklar.
Sein zweiter Gedichtband Im Banne des Herzens (1915) enthält neben vielen geschlechtsneutralen Liebesgedichten auch ein Gedicht über die italienische Insel Capri. Richtmann hatte die Insel – wie auch Taormina – bei einer Italienreise 1904 selbst kennengelernt.
Zwei Beiträge in der Homosexuellenzeitschrift Der Eigene belegen eine homosexuelle Rezeption seiner Werke. In einer Rezension wird Im Banne des Herzens verrissen: Noch einer, der Eros kennt, der aber sehr vorsichtig ist. Verschleierte Kunst, das kann nur wenig werden. Und ist auch nicht sehr viel geworden. Die Sprache der Dichtungen ist durchaus unoriginell, die Verse häufig plump. […] Die Sprache ist aber völlig die von [August Graf von] Platen, nicht die Richtmanns. Einige Jahre vorher wurde im Eigenen sein Gedicht »Sonett« veröffentlicht – ein geschlechtsneutrales Liebesgedicht, das an den griechischen Schönheitskult anknüpft und in keinem seiner beiden bekannten Werke enthalten ist.